# Liczby Fermata
Liczba Fermata – liczba naturalna postaci {\displaystyle F_{n}=2^{2^{n}}+1,} gdzie {\displaystyle n} jest nieujemną liczbą całkowitą. Nazwano je tak dla upamiętnienia francuskiego matematyka Fermata, który pierwszy badał ich własności.

## Faktoryzacje liczb Fermata
Oto kilka początkowych liczb Fermata:
{\displaystyle F_{0}=2^{1}+1=3}
{\displaystyle F_{1}=2^{2}+1=5}
{\displaystyle F_{2}=2^{4}+1=17}
{\displaystyle F_{3}=2^{8}+1=257}
{\displaystyle F_{4}=2^{16}+1=65537}
{\displaystyle F_{5}=2^{32}+1=4294967297=641\cdot 6700417}
{\displaystyle F_{6}=2^{64}+1=18446744073709551617=274177\cdot 67280421310721}
{\displaystyle F_{7}=2^{128}+1=340282366920938463463374607431768211457=59649589127497217\cdot 5704689200685129054721}

## Liczby Fermata a pierwszość
Początkowe liczby Fermata {\displaystyle F_{0},\dots ,F_{4}} są liczbami pierwszymi. Fermat wyraził przypuszczenie, że wszystkie liczby postaci {\displaystyle 2^{2^{n}}+1} są pierwsze, jednak Euler w roku 1732 pokazał, że {\displaystyle F_{5}=4294967297=641\cdot 6700417,} czyli {\displaystyle F_{5}} jest liczbą złożoną.
Do chwili obecnej jedynymi znanymi liczbami pierwszymi Fermata są właśnie {\displaystyle F_{0},F_{1},F_{2},F_{3},F_{4}} i nie wiadomo, czy jest ich więcej.
Zauważmy, że jeżeli liczba {\displaystyle 2^{n}+1} jest liczbą pierwszą, to {\displaystyle n} musi być potęgą 2, wobec tego każda liczba pierwsza tej postaci jest liczbą pierwszą Fermata.

### Metoda T. Pépina sprawdzania pierwszości
W roku 1877 francuski matematyk Theophile Pépin określił metodę sprawdzania, czy konkretna liczba Fermata jest liczbą pierwszą.
Dla {\displaystyle n>1,} jeśli {\displaystyle m=(F_{n}-1)/2,} to {\displaystyle F_{n}} jest pierwsza wtedy i tylko wtedy, gdy dzieli {\displaystyle 3^{m}+1.}
Przykład
- liczba {\displaystyle F_{2}=17,}
- zatem {\displaystyle m=8,}
- więc {\displaystyle 3^{8}+1=6562,}
- {\displaystyle 6562/17=386}
- dzieli się zatem bez reszty, co świadczy o pierwszości liczby {\displaystyle F_{2}.}

## Wzory rekurencyjne
Liczby Fermata spełniają następujące zależności rekurencyjne:
- {\displaystyle F_{n}=(F_{n-1}-1)^{2}+1,}
- {\displaystyle F_{n}=F_{n-1}+2^{2^{n-1}}F_{0}\cdots F_{n-2},}
- {\displaystyle F_{n}=F_{n-1}^{2}-2(F_{n-2}-1)^{2},}
- {\displaystyle F_{n}=F_{0}\cdots F_{n-1}+2}

dla {\displaystyle n\geqslant 2.}
Najprostszy dowód tych własności polega na zastosowaniu indukcji matematycznej. Z ostatniej z nich wynika twierdzenie Goldbacha:
wszystkie liczby Fermata są względnie pierwsze
Jako natychmiastowy wniosek otrzymuje się stąd dowód faktu, że liczb pierwszych jest nieskończenie wiele – każda liczba Fermata jest albo pierwsza, albo ma dzielnik pierwszy, który nie dzieli żadnej z pozostałych liczb Fermata.

## Własności
Kilka dalszych własności liczb Fermata:
- Jeżeli {\displaystyle n\geqslant 2,} to {\displaystyle F_{n}\equiv 17{\mbox{ albo }}41{\pmod {72}}} (zobacz: kongruencja)
- Jeśli {\displaystyle n\geqslant 2,} to {\displaystyle F_{n}\equiv 17,37,57,{\mbox{ albo }}97{\pmod {100}}.}
- Liczba {\displaystyle D(n,b)} cyfr liczby {\displaystyle F_{n}} w pozycyjnym systemie liczbowym o podstawie {\displaystyle b} jest równa {\displaystyle D(n,b)=\left\lfloor \log _{b}\left(2^{2^{n}}+1\right)+1\right\rfloor \approx \lfloor 2^{n}\,\log _{b}2+1\rfloor } (zobacz: funkcja podłoga)
- Żadna liczba Fermata oprócz {\displaystyle F_{1}=5} nie daje się przedstawić jako suma dwóch liczb pierwszych.
- Żadna liczba pierwsza Fermata nie daje się przedstawić jako różnica dwóch {\displaystyle p}-tych potęg, gdzie {\displaystyle p} jest liczbą pierwszą większą od 2.

## Więcej o liczbach pierwszych Fermata
Dowodząc, że {\displaystyle F_{5}} jest liczbą złożoną, Euler zauważył, że każdy dzielnik liczby {\displaystyle F_{n}} musi mieć postać {\displaystyle k2^{n+1}+1.} Dla {\displaystyle n=5} oznacza to, że jedynie liczby postaci {\displaystyle 64k+1} mogą dzielić {\displaystyle F_{n};} dla biegłych w arytmetyce matematyków XVIII wieku sprawdzenie, czy któraś z początkowych liczb tej postaci dzieli {\displaystyle F_{5},} nie było żadnym problemem.
Poniższe problemy dotyczące liczb pierwszych Fermata nadal pozostają otwarte:
- Czy {\displaystyle F_{n}} jest liczbą złożoną dla {\displaystyle n>4}?
- Czy istnieje nieskończenie wiele liczb pierwszych Fermata?
- Czy istnieje nieskończenie wiele złożonych liczb Fermata?

W chwili obecnej (2004) wiadomo, że dla {\displaystyle 5\leqslant n\leqslant 32} wszystkie liczby {\displaystyle F_{n}} są złożone, jednak ich rozkłady na czynniki pierwsze znane są jedynie dla {\displaystyle n\leqslant 11.} Największą znaną złożoną liczbą Fermata jest {\displaystyle F_{2478782},} a jednym z jej czynników pierwszych jest {\displaystyle 3\cdot 2^{2478785}+1.}
27 sierpnia 2000 roku nestor Sergio de Aranjo Melo stwierdził, że dla {\displaystyle n=35563} liczba Fermata ma dzielnik: {\displaystyle 357\cdot 2^{35567}+1.}
Poniżej kilka warunków dotyczących równoważnych temu, by dana liczba Fermata była pierwsza.
- Twierdzenie Protha: Niech {\displaystyle N=k2^{m}+1,} gdzie {\displaystyle k} jest nieparzyste i mniejsze od {\displaystyle 2^{m}.} Jeżeli istnieje liczba całkowita {\displaystyle a} taka, że:

{\displaystyle a^{(N-1)/2}\equiv -1{\pmod {N}}}
to {\displaystyle N} jest liczbą pierwsza. Na odwrót, jeśli powyższa kongruencja nie zachodzi oraz
{\displaystyle \left({\frac {a}{N}}\right)=-1} (zobacz: symbol Jacobiego),
to {\displaystyle N} jest liczbą złożoną.
Jeżeli {\displaystyle N=F_{n}>3,} to powyższy symbol Jakobiego jest zawsze równy {\displaystyle -1.}
- Niech {\displaystyle n\geqslant 3-n} jest liczbą pierwszą Fermata wtedy i tylko wtedy, gdy dla dowolnej liczby {\displaystyle a} względnie pierwszej z {\displaystyle n,} {\displaystyle a} jest pierwiastkiem pierwotnym {\displaystyle {\bmod {n}}} wtedy i tylko wtedy, gdy {\displaystyle a} jest nieresztą kwadratową {\displaystyle {\bmod {n}}.}
- Liczba Fermata {\displaystyle F_{n}>3} jest pierwsza wtedy i tylko wtedy, gdy można ją przedstawić tylko jednym sposobem jako sumę kwadratów dwóch liczb naturalnych:

{\displaystyle F_{n}=\left(2^{2^{n-1}}\right)^{2}+1^{2}.}
Stąd nowy dowód, że {\displaystyle F_{5}} nie jest pierwsza, bowiem {\displaystyle F_{5}=62264^{2}+20449^{2}.} Podobnie {\displaystyle F_{6}=4046803256^{2}+1438793759^{2}} i {\displaystyle F_{7}=16382350221535464479^{2}+8479443857936402504^{2}.}

## Liczby pierwsze Fermata w geometrii
Twierdzenie Gaussa-Wantzela mówi, że {\displaystyle n}-kąt foremny daje się skonstruować za pomocą cyrkla i linijki wtedy i tylko wtedy, gdy {\displaystyle n} jest liczbą postaci {\displaystyle 2^{k}p_{1}p_{2}\dots p_{s},} gdzie {\displaystyle p_{1},p_{2},\dots p_{s}} są różnymi liczbami pierwszymi Fermata. Tak więc, konstruowalny jest pięciokąt foremny {\displaystyle (k=0,s=1,p_{1}=F_{1})} i sześciokąt foremny {\displaystyle (k=1,s=1,p_{1}=F_{0}),} ale już nie siedmiokąt foremny.